# Buergeria japonica
Buergeria japonica е вид жаба от семейство Rhacophoridae. Видът не е застрашен от изчезване.

## Разпространение
Разпространен е в Провинции в КНР, Тайван и Япония.

## Описание
Популацията на вида е намаляваща.